# Lamyctes cerronus
Lamyctes cerronus är en mångfotingart som beskrevs av Chamberlin 1957. Lamyctes cerronus ingår i släktet Lamyctes och familjen fåögonkrypare.
Artens utbredningsområde är Peru. Inga underarter finns listade i Catalogue of Life.